# Encyclia paraensis
Encyclia paraensis är en orkidéart som beskrevs av Vitorino Paiva Castro och A.Cardoso. Encyclia paraensis ingår i släktet Encyclia och familjen orkidéer. Inga underarter finns listade i Catalogue of Life.